# Охтендунг
Охтендунг (њем. Ochtendung) општина је у њемачкој савезној држави Рајна-Палатинат. Једно је од 86 општинских средишта округа Мајен-Кобленц. Према процјени из 2010. у општини је живјело 5.198 становника. Посједује регионалну шифру (AGS) 7137086.

## Географски и демографски подаци
Охтендунг се налази у савезној држави Рајна-Палатинат у округу Мајен-Кобленц. Општина се налази на надморској висини од 200 метара. Површина општине износи 24,1 km². У самом мјесту је, према процјени из 2010. године, живјело 5.198 становника. Просјечна густина становништва износи 216 становника/km².

## Међународна сарадња
| Мјесто | Држава    | Врста сарадње | Од    |
| ------ | --------- | ------------- | ----- |
| Кајацо | Италија   | партнерство   | 1996. |
|        | Француска | партнерство   | 1996. |
| Извор  |           |               |       |